# Huntington (metropolitana di Washington)
Huntington è una stazione della metropolitana di Washington, capolinea meridionale della linea gialla. Si trova ad Huntington, in Virginia, e serve la parte meridionale della contea di Fairfax.
È stata inaugurata il 17 dicembre 1983, contestualmente all'apertura del tratto oltre la stazione National Airport. È stata la prima stazione inaugurata nella contea di Fairfax e la prima oltre la Capital Beltway.
La stazione è dotata di un parcheggio da 3617 posti ed è servita da autobus dei sistemi Metrobus (anch'esso gestito dalla WMATA) e Fairfax Connector.